# Partisekretær
En partisekretær er den ledende organisatoriske medarbejder i et politisk partis sekretariat og fungerer som den daglige administrative leder af partiorganisationen. Partisekretæren er normalt medlem af partiets forretningsudvalg, og er ofte den højest rangerede i partiet som ikke er valgt ved folkeligt mandat (f.eks. medlem af Folketinget) eller valgt på partiets årlige landsmøde/kongres (som vælger forretningsudvalgets øvrige medlemmer, f.eks. formand, næstformand og kasserer). Partisekretæren er repræsenteret i forretningsudvalget for at fungere som bindeled mellem partiets politiske ledelse og partiorganisationen, og fungerer også hyppigt som referent for forretningsudvalgets møder. Bindeledsfunktionen fungerer begge veje, f.eks. hvis partiledelsens politik skal kommunikeres til baglandet eller hvis partiledelsen ønsker en vurdering af hvordan det organisatoriske bagland og vælgerne vil reagere på et konkret politikudspil, eller hvis en politisk kurs har ført til utilfredshed i partiorganisationen.    
Partisekretærens daglige opgaver er typisk at organisere arbejdet i sekretariatet, særligt at administrative opgaver udføres, f.eks. at sikre at der sker en løbende registrering af ind-/udmeldelser af partiet, udsendelse af information til medlemmerne, afholdelse af interne kurser, konferencer og politikudviklingsmøder, herunder ændringer til parti-/valgprogram, politiske udspil m.v, samt at partisekretariatet supporterer partiets lokal- og regionalafdelinger. Endelig er partisekretæren overordnet ansvarlig for partiets udarbejdelse af valggrundlag og strategi for det førstkommende valg. Partisekretæren har således ikke meget med en 'almindelig' sekretær at gøre. I nogle partier rangerer partisekretæren de facto umiddelbart under partiformanden, og vil dermed have stor indflydelse på politikudviklingen, i andre partier er opgaverne i højere grad af administrativ karakter. 
Visse partier, særligt de kommunistiske men også det Konservative Folkeparti, benytter i stedet titlen generalsekretær. Samme betegnelse bruges af andre organisationer end partier, som dog også kan benytte betegnelser som f.eks. sekretariatsleder. 
Det ses til tider, at stillingen som partisekretær bruges som springbræt til en selvstændig politisk karriere. Et eksempel herpå er Claus Hjort Frederiksen, der gennem 16 år var partisekretær for Venstre.